# ベンズアミド
ベンズアミド（benzamide）とは、白色固体の有機化合物で、安息香酸とアンモニアが脱水縮合したアミドにあたる。水にやや溶け、塩基性の水には易溶。また、多くの極性の有機溶媒にも可溶である。

## ベンズアミド系薬剤

アミスルプリドの構造式

ベンズアミドの誘導体で医薬品として用いられる化合物はベンズアミド系薬剤と呼ばれる。いくつかのベンズアミド系薬剤が精神医学の治療目的で鎮静剤、抗精神病薬として用いられる。
ベンズアミド系薬剤のひとつレモキシプリドは、致命的な副作用のため、1993年に市場から撤退した。鎮痛剤のなかにはサリチルアミドやエテンザミドのようにベンズアミド構造を持つものがある。ほか、メトクロプラミド、シサプリド、イトプリド はベンズアミド構造を持つ。

### ベンズアミド系薬剤の例
- スルピリド
- アミスルプリド
- ネモナプリド